# 周来
周来（1921年—2011年），原名马耀煦，曾用名周莱，男，回族，祖籍江苏南京，生于四川成都，中国话剧导演，曾任中国儿童艺术剧院院长，中国戏剧家协会理事。